# ミッションV6
『ミッションV6』（ミッションブイシックス）は、2010年10月13日（12日深夜）より2011年9月21日（21日深夜）までTBS系列で放送していた、V6の冠番組である。

## 概要
V6が6人揃って『学校へ行こう!』以来久しぶりにロケに挑む。
番組から「6人で6分間で達成・6分以内で達成すればクリア」のミッションが出され（初回のみ10分）、V6の喋りがよほどグダグダにならない限りチャレンジ中はノーカットでその模様が放送される。ミッションを累計（連続でなくても良い）10回成功すれば、海外旅行に行くことができる（はずであった）。そして10回成功させて海外旅行を獲得するも、色々な事情があって雪が降り積もる新潟県長岡市を6人で旅する事となった。後に海外旅行に行くための成功回数は「20回」へと変更された。
2011年9月20日深夜（21日未明、関東地区など）をもってレギュラー放送を終了。同年10月11日（12日未明）からは同枠でV6の新番組『男のヘンサーチ!!』が放送されている。

## 出演者
- V6（カッコ内は発言テロップの色）
  - 坂本昌行（青■）
  - 長野博（橙■）
  - 井ノ原快彦（赤■）
  - 森田剛（紫■）
  - 三宅健（緑■）
  - 岡田准一（黄■）

基本的に画面上には、V6以外の芸能人はほとんど出演しなかった。

## 放送内容
☆ミッション成功　★ミッション失敗
| 回数           | 放送日         | ミッション |
| -------------- | -------------- | --- |
| 第1回          | 2010年10月12日 | ★6人で合計10分間「まばたき禁止」 ★6人で合計10分間「息を止めろ」 |
| 第2回          | 2010年10月19日 | ★6分以内に「6人全員バッティングマシーンの150キロの球を打て」 ☆6分以内に「6人全員バッティングマシーンの145キロの球を打て」 ☆6分以内に「ダブルプレーをとれ」 |
| 第3回          | 2010年10月26日 | ☆6分以内に「知らない人から6つの言葉を言われろ」 ☆6分以内に「カメラの前でキスしてくれるカップルを探せ」 ★6分以内に「6人の『佐藤さん』を6人探せ」 |
| 第4回          | 2010年11月02日 | ☆6分以内に「6種類の組体操を完成させろ」 ☆6分間「座りながら物干し竿で片手バランスせよ」 ☆6分間「笑うな」 |
| 第5回          | 2010年11月09日 | ☆6分以内に「マシュマロキャッチ」 ★6分以内に「6人連続リコーダーで『ロンドン橋』を演奏せよ」 ★6分間「笑うな」 |
| 第6回 1時間SP  | 2010年12月07日 | ★6分以内にデカ盛りメニューを完食せよ! 餃子編 ★6分以内に知らない人から6つの言葉を言われろ ☆6分以内にカメラの前でキスしてもいいカップルを探せ! ★6分以内に逆さメガネをかけてコップにお茶を注げ! ☆逆さメガネをかけて障害物リレー6分以内にゴールせよ! ★6分以内にデカ盛りメニューを完食せよ! つけ麺編       |
| 第7回          | 2010年12月14日 | ★6分以内にグルグルバット15回転した後に針に糸を通せよ ☆6分以内に36個の玉ねぎをスライスせよ ★6分間「笑うな」 |
| 第8回          | 2010年12月21日 | ★6分以内にカメラの前でキスしてもいいカップルを探せ ★6分以内に東北6県の出身者を全て見つけろ |
| 第9回          | 2011年01月11日 | ★6分以内に箱の中身を当てろ ★6分以内に激辛料理を完食せよ ☆逆さメガネをかけて描いた絵を6分以内に当てろ |
| 第10回         | 2011年01月18日 | ★6分以内にはこの中身を当てろ ☆6分以内に逆さメガネで描いた絵を6つ当てろ ★6分以内にデカ盛りメニューを完食せよ キングパフェ編 |
| 第11回         | 2011年01月25日 | ☆写真に写っている場所を探せ in 表参道 |
| 第12回 1時間SP | 2011年02月08日 | ★6分以内に箱の中身を手の感触だけで当てろ ☆吉祥寺にある「実は○○なスポット」を写真を手掛かりに探せ! |
| 第13回         | 2011年02月15日 | ミッション１０回達成記念！ご褒美の旅in長岡・前編 |
| 第14回         | 2011年02月22日 | ミッション１０回達成記念！ご褒美の旅in長岡・後編 |
| 第15回         | 2011年03月01日 | ★6分以内に箱の中身を手の感触だけで当てろ ★6分以内に逆さメガネでカクテルを作って飲み干せ |
| 第16回         | 2011年03月08日 | ★6分以内に逆さメガネでカクテルを作って飲み干せ ★6分以内に逆さメガネで描いた絵を6つ当てろ ☆6分以内にサイコロに書かれた全てのお題をこなせ |
| 第17回         | 2011年03月22日 | ☆6分以内に全員バラバラの色のTシャツを着ろ ☆6分以内に全員バラバラのアイテムをつけろ ☆6分以内に全員バラバラの飲み物を選べ【一回クリア】 ★6分以内にサイコロに書かれた全てのお題をこなせ |
| 第18回         | 2011年04月19日 | ★街行く人から今まで付き合った人数を聞いてピッタリ21にしろ in 下北沢(一回目) ★街行く人から今まで付き合った人数を聞いてピッタリ21にしろ in 下北沢(二回目) ★6分以内に十二干支生まれの人を全て見つけろ in 下北沢                                                                                          |
| 第19回         | 2011年04月26日 | ★2択クイズ30問以内に6人連続で正解せよ！(一回目) ☆2択クイズ30問以内に6人連続で正解せよ！(二回目) |
| 第20回         | 2011年05月03日 | ☆6分以内にカメラの前でキスしてもいいカップルを探せ in 下北沢 ★6分以内に箱の中身を手の感触だけで当てろ |
| 第21回         | 2011年05月10日 | ★10問以内に全員の回答を合わせろ！(ジャンル：グルメ) ☆10問以内に全員の回答を合わせろ！(ジャンル：恋愛) |
| 第22回         | 2011年05月17日 | ★2択クイズ30問以内に6人連続で正解せよ！ |
| 第23回         | 2011年05月24日 | ☆6分以内に岡田が考えたダジャレを岡田のジェスチャーだけで6つ当てろ(一回目) ☆6分以内に岡田が考えたダジャレを岡田のジェスチャーだけで6つ当てろ(二回目) ★6分以内に三宅が考えたダジャレを三宅のジェスチャーだけで6つ当てろ                                                                                 |
| 第24回         | 2011年05月31日 | ★10問以内に全員の回答を合わせろ！(ジャンル：エンタテインメント) ☆10問以内に全員の回答を合わせろ！(ジャンル：イケてる女性) |
| 第25回         | 2011年06月07日 | ☆6分以内に箱の中身を手の感触だけで当てろ ★6人で合計6分間 まばたき禁止 ☆6分以内に巨大風船を膨らませて割れ |
| 第26回         | 2011年06月14日 | ★10問以内に全員の回答を合わせろ！(ジャンル：グルメ) ☆10問以内に全員の回答を合わせろ！(ジャンル：学校) |
| 第27回         | 2011年06月21日 | 街行く人から今まで付き合った人数を聞いてピッタリ21にしろ in ラゾーナ川崎プラザ |
| 第28回         | 2011年07月12日 | 街行く人から今まで付き合った人数を聞いてピッタリ21にしろ in ラゾーナ川崎プラザ |
| 第29回         | 2011年07月19日 | 付き合った人数を足していきピッタリ21 |
| 第30回         | 2011年07月26日 | ★2択クイズ30問以内に6人連続で正解せよ！ |
| 第31回         | 2011年08月02日 | 10問以内に全員の回答を合わせろ！(ジャンル：有名人) 10問以内に全員の回答を合わせろ！(ジャンル：夏) |
| 第32回         | 2011年08月09日 | 10問以内に全員の回答を合わせろ！(ジャンル：恋愛) 10問以内に全員の回答を合わせろ！(ジャンル：公園) |
| 第33回         | 2011年08月16日 | 2択クイズ30問以内に6人連続で正解せよ！ |
| 第34回 1時間SP | 2011年08月30日 | 超スゴ技達人と対決！！ なでしこ三番勝負！！ |
| 第35回         | 2011年09月06日 | 6分以内に岡田が考えたダジャレを岡田のジェスチャーだけで6つ当てろ 6分以内に激辛カレーを完食せよ 6分以内に三宅が考えたダジャレを三宅のジェスチャーだけで6つ当てろ 1分以内に長野が考えたダジャレを長野のジェスチャーだけで3つ当てろ 1分以内に井ノ原が考えたダジャレを井ノ原のジェスチャーだけで3つ当てろ |
| 第36回         | 2011年09月13日 | 10問以内に全員の回答を合わせろ！(ジャンル：動物) 10問以内に全員の回答を合わせろ！(ジャンル：イケてる女性) 10問以内に全員の回答を合わせろ！(ジャンル：グルメ) |
| 第37回 最終回  | 2011年09月20日 | 付き合った人数を足していきピッタリ21 |

## スタッフ
- ナレーション：竹内香苗（当時TBSアナウンサー）
- TD：丹野至之
- 技術協力：東通、プロカム
- 美術：森つねお（TACreate）
- 美術進行：清水基恵（TACreate）
- メイク：惣門亜希子、日高綾子
- スタイリスト：五十嵐孝智
- 編集：北原直樹
- MA：芝岡亜紗美
- 音効：太田光則（ZACK）
- TK：木下渚
- 番宣：小林恵美子
- 編成：宮尾毅
- デスク：渡辺香織
- 協力：ジャニーズ事務所
- AP：荒井美妃
- ディレクター：及川慶、戸田悠貴、加納祥、秋津貴宣
- 演出：有馬巨人
- プロデューサー：江藤俊久、西川永哲、藤田賢城
- チーフプロデューサー：合田隆信
- 制作協力：VERMUDA
- 製作著作：TBS

### エンディング曲
- 「Mission of Love」V6

## ネット局と放送時間
| 放送対象地域   | 放送局                | 系列    | 放送日時                           | 備考                                          |
| -------------- | --------------------- | ------- | ---------------------------------- | --------------------------------------------- |
| 関東広域圏     | TBSテレビ（TBS）      | TBS系列 | 水曜 0時25分 - 0時55分（火曜深夜） | 制作局                                        |
| 静岡県         | 静岡放送（SBS）       | TBS系列 | 水曜 0時25分 - 0時55分（火曜深夜） | 同時ネット                                    |
| 高知県         | テレビ高知（KUTV）    | TBS系列 | 水曜 0時25分 - 0時55分（火曜深夜） | 同時ネット、2011年4月13日（12日深夜）放送開始 |
| 中京広域圏     | 中部日本放送（CBC）   | TBS系列 | 水曜 0時25分 - 0時55分（火曜深夜） | 2010年10月27日（26日深夜）放送開始            |
| 長野県         | 信越放送（SBC）       | TBS系列 | 土曜 0時20分 - 0時50分（金曜深夜） | 10日遅れ                                      |
| 新潟県         | 新潟放送（BSN）       | TBS系列 | 土曜 0時20分 - 0時50分（金曜深夜） | 10日遅れ                                      |
| 福岡県         | RKB毎日放送（RKB）    | TBS系列 | 日曜 2時45分 - 3時15分（土曜深夜） | 18日遅れ                                      |
| 沖縄県         | 琉球放送（RBC）       | TBS系列 | 木曜 0時50分 - 1時20分（水曜深夜） | 遅れ日数不明                                  |
| 青森県         | 青森テレビ（ATV）     | TBS系列 | 火曜 23時50分 - 翌0時20分          | 2011年1月4日放送開始                          |
| 福島県         | テレビユー福島（TUF） | TBS系列 | 土曜 1時30分 - 2時00分（金曜深夜） | 2011年1月8日（7日深夜）放送開始               |
| 岡山県・香川県 | 山陽放送（RSK）       | TBS系列 | 土曜 0時55分 - 1時25分（金曜深夜） | 2011年1月9日放送開始                          |
| 山梨県         | テレビ山梨（UTY）     | TBS系列 | 不定期・単発ネット                 |                                               |
| 山口県         | テレビ山口（tys）     | TBS系列 | 不定期・単発ネット                 |                                               |
| 大分県         | 大分放送（OBS）       | TBS系列 | 不定期・単発ネット                 |                                               |
| 鹿児島県       | 南日本放送（MBC）     | TBS系列 | スペシャル版のみ単発ネット         |                                               |